# Мач ТВ
„Матч ТВ“ е руски спортен канал. Излъчва ефирно, по кабел, по сателит и онлайн. Създаден е през ноември 2015 г.

## Първенства, които излъчва канала

### Настоящи първенства
- Руска Премиер лига
- Купа на Русия
- Бундеслига
- Ла лига
- Серия А
- Шампионска лига
- Лига Европа
- Английска Висша Лига
- ФА Къп
- Биатлон
- Хокей
- Формула 1

## Повечето канали от групата
- КХЛ – излъчва хокей, основно от руското първенство
- Мач!Боец – излъчва бойни спортове
- Мач!Игра – излъчва основно баскетбол, волейбол и хандбал, но понякога и други спортове като футбол, тенис и ръгби
- Мач!Арена – излъчва много спортове
- Мач!Планета
- Мач!Наш Спорт – канал, който излъчва спортове, които се провеждат в Русия
- Мач!Футбол 1 – канал, който излъчва футбол, най-вече от Англия, но понякога и от Италия, Германия, Франция и Русия. Също така излъчва и Шампионска лига и Лига Европа.
- Мач!Футбол 2 – излъчва футбол от евротурнирите, Германия, Англия, Франция, Русия и най-вече Италия
- Мач!Футбол 3 – излъчва футбол от евротурнирите, Италия, Англия, Франция и най-вече Германия
- Мач!Наш футбол – излъчва всички мачове от руското първенство и повечето от Купата на Русия.